# 諾沃特尼
諾沃特尼 或者 诺沃提尼（Nowotny, Novotný）可以指：

## 人物
Nowotny
- 沃爾特·諾沃特尼（德語：Walter Nowotny，1920年－1944年），第二次世界大战德國空軍飛行員。
- 延斯·诺沃特尼（德语：Jens Nowotny，1974年－），德國足球運動員。

Novotný
- 安东宁·诺沃提尼（捷克語：Antonín Novotný；1904年－1975年），捷克斯洛伐克共產黨斯大林派的領導人。
- 帕维尔·诺沃提尼 (演员)（德語：Pavel Novotný，1977年－），捷克男色情演員。

|  | 本页或本分段罗列了姓氏为「諾沃特尼」的人物。 如果是一个指代特定个人的内链将您引导到本页，請考慮修正該人物的名字以將链接指向正確的條目。 |